# Cornutia odorata
Cornutia odorata là một loài thực vật có hoa trong họ Hoa môi. Loài này được (Poepp.) Schauer mô tả khoa học đầu tiên năm 1847.